# Etnobiznisz
Az etnobiznisz (a görög εθνος [ethnosz] (a. m. nép), illetve az angol business (a. m. üzlet) szavak összevonásából) szóval azt a jelenséget jelöli a magyar köznyelv, amikor nem nemzetiségi, vagy nem az adott nemzetiséghez kötődő személyek pénzbeli vagy más társadalmi haszonszerzés érdekében az adott nemzetiséghez tartozónak vallják magukat és ilyen minőségükben közéleti tisztségek megszerzésére törekednek.

## A jelenség története
Az Országgyűlés 1993-ban döntött a magyarországi nemzetiségek önkormányzatiságát megtestesítő települési és országos kisebbségi önkormányzatok létrehozásáról. Az 1998-ban megalakuló országos kisebbségi önkormányzatok egy része már szembesült azzal, hogy a megválasztott települési kisebbségi önkormányzatok egy része semmiféle aktivitást nem fejt ki, az azokban megválasztott képviselők pedig nem csak a nyelvet nem beszélik, de sem felmenőik, sem vallásuk révén nem kötődnek az adott kisebbséghez. 1998-ban az országos román önkormányzat alapító ülését többször is meg kellett ismételni, mert a meg nem jelent fantomönkormányzatok száma meghaladta a megjelent valódi önkormányzatok számát. Egy becslés szerint az 1998-ban megválasztott román képviselők majd' fele nem tartozott a román etnikumhoz. 2002-re már a szlovák, román és az örmény közösség is jelezte, hogy olyan településeken tettek kísérletet önkormányzat megalapítására, ahol nemcsak nem volt honos az adott kisebbség, de az alig egy évvel korábban lezárult népszámlálás sem mutatott ki kisebbségeket.

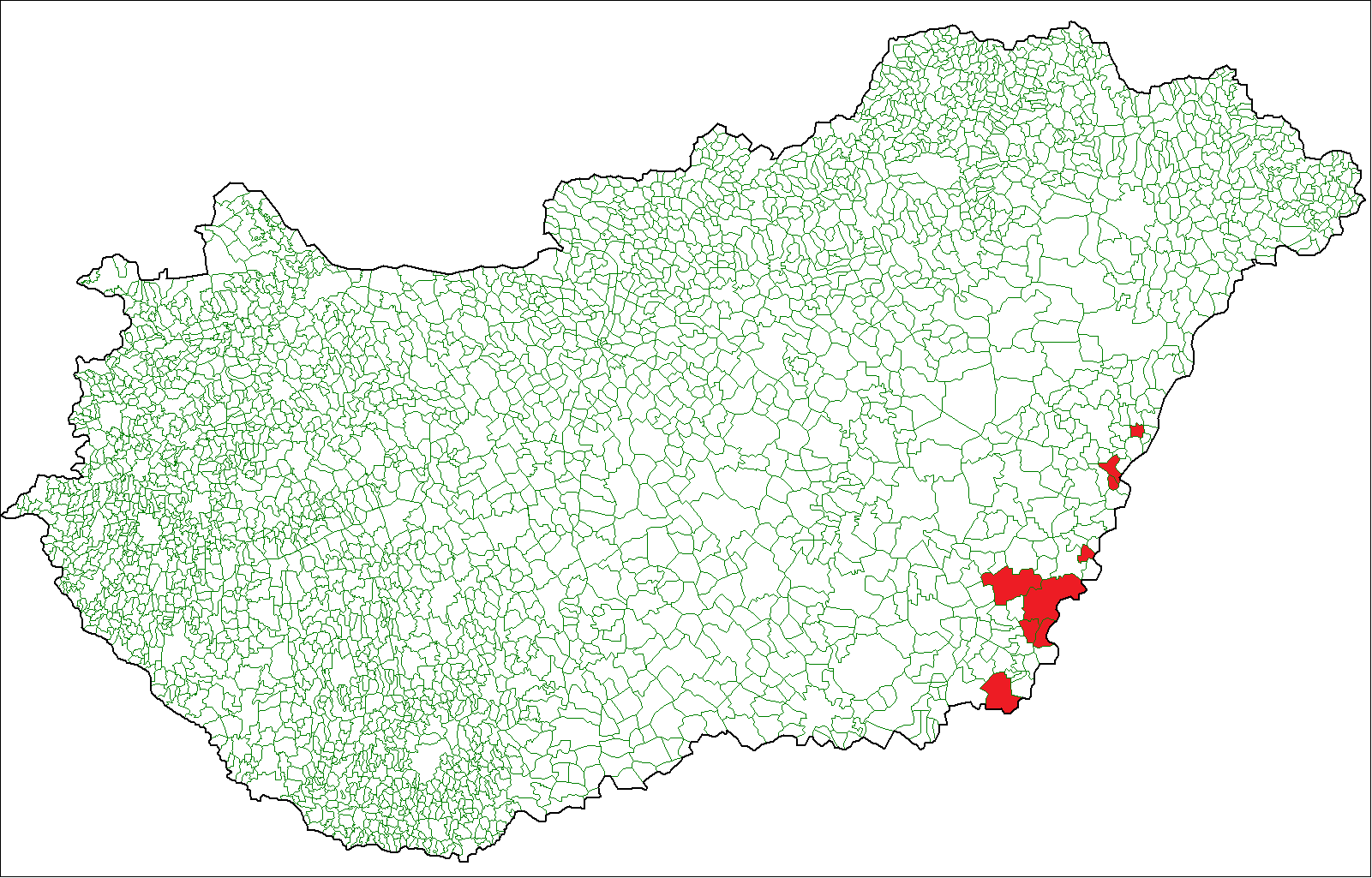
Román kisebbségi választás 1994-ben…
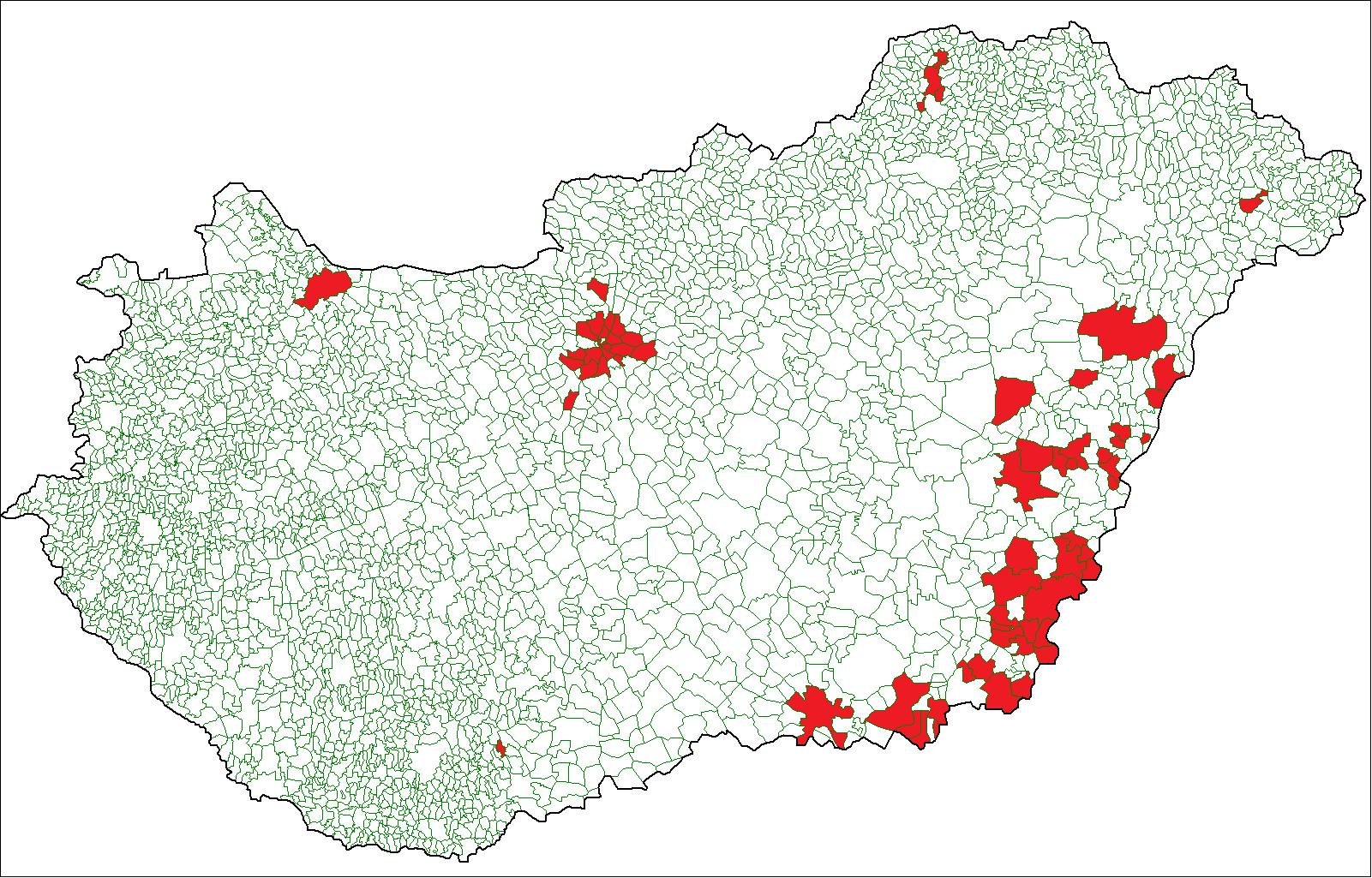
…majd 2010-ben
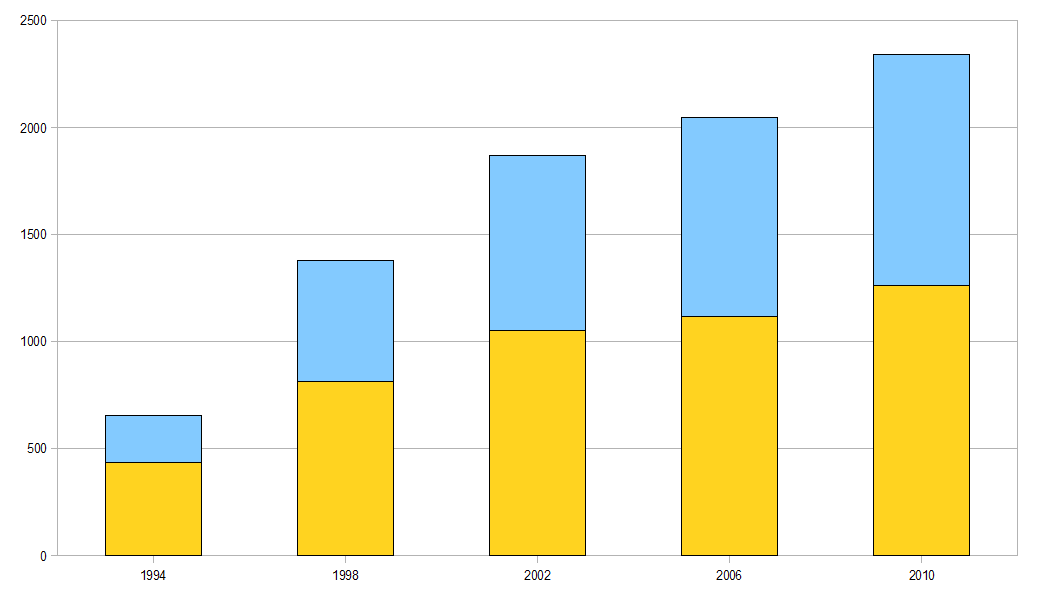
A kisebbségi önkormányzatok száma 1994–2010

A 2002-ben több botrányos eset miatt is az országos figyelem középpontjába került a választás rendszere. Lányi Zsolt korábbi kisgazda országgyűlési képviselőt és Alexa Károlyt, az MTI korábbi igazgatóját a Budapest V. kerületi örmény önkormányzat tagjaivá választották, míg Jászladányban a helyi iskola működtetése ügyében a romákkal konfliktusba keveredő magyarok választották meg saját jelöltjeiket a cigány önkormányzatba. Az Országgyűlés válaszul 2005-ben szigorította a települési kisebbségi önkormányzatok megválasztásának rendjét. Ekkortól kezdve a választáson csak azon személyek vehettek részt, akik előzetesen felvetették magukat a kisebbségi választói névjegyzékbe. A változtatás azonban nem hozta meg a várt eredményt, a 2006-os választások során a korábbinál is több nemzetiségi önkormányzat alakult. A kisebbségi jogok országgyűlési biztosa már a választások előtt éles kritikával illette a kialakult helyzetet. 2010-re minden korábbinál kirívóbb esetekre derült fény. Az Országgyűlés is foglalkozott vele, hogy a Csereháton olyan személyek kezdeményezték az azon a vidéken csaknem ismeretlen nemzetiségek önkormányzatainak létrehozását, akik néhány évvel korábban még más kisebbségek képviseletében jutottak pozíciókhoz.

## Az etnobiznisz célja
Az etnobiznisz célja kettős. A főként Északkelet-Magyarország periférikus régióiban megszaporodó kisebbségi önkormányzatok célja az állam által a megalakult kisebbségi önkormányzatok számára nyújtott (2010-ben 700 000 forintos) támogatás megszerzése, amely pályázati szerepvállalással tovább is növelhető. Ennél nagyobb összeghez juthatnak Budapest nemzetiségi önkormányzatai, amelyek a kerületektől kapnak plusz működési forrásokat. Az országos megyei és országos testületekbe beválasztott kisebbségi képviselők már tiszteletdíjhoz is jutnak. A települési kisebbségi önkormányzati testületekben betöltött pozíció semmilyen jövedelmet nem jelent a megválasztottak számára, a képviselői hely elsősorban az államtól felvett támogatások elköltésére gyakorolható befolyás, illetve a tisztséggel járó kapcsolati tőke miatt vonzó. 2002-ben az Országgyűlésből kiszoruló politikusok egy csoportja a kisebbségi képviselővé válással kísérelt meg valamennyit megőrizni közéleti befolyásából.

## Hatása a magyarországi kisebbségek életére
Az etnobiznisz hatása a magyarországi nemzetiségek életére csak nehezen becsülhető. A kisebbségi önkormányzatok száma országszerte gyarapszik, miközben Magyarország nem roma nemzetiségi lakossága fogyatkozik. Egy álkisebbségiekből álló önkormányzat létrejötte bénítóan hat a település nemzetiségi közösségére – feltételezve azt, hogy a településen az adott kisebbség valóban létezik. Ha egy testületben a nemzetiséghez nem tartozók kerülnek többségbe, akkor a nemzetiségi közösség a továbbiakban már nem képes érdemi befolyást gyakorolni az önkormányzat döntéseire. Míg egy nemzetiségi alapon létrehozott egyesület vezetése folyamatosan a tagok kontrollja alatt áll, addig egy kisebbségi önkormányzat a szavazói nélkül is működőképes. A testület döntéseit a nemzetiség érdekeinek figyelmen kívül hagyásával, vagy akár annak ellenében is meghozhatja, a kisebbségi közösség életének szervezésére szánt pénzösszegeket pedig egyéb célokra rendelheti. Az etnobiznisz létezése rontja a valódi kisebbségi képviselők iránti bizalmat, illetve a kisebbségi képviselőség jelentette társadalmi megbecsülést. Az jelenség kiélezte a nemzetiségeken belüli ellentéteket is. A nemzetiség életének irányításáért vetélkedő szervezetek gyakran vádolják egymást etnobiznisszel, illetve azzal, hogy a másik fél külsősök bevonásával igyekszik érvényre juttatni álláspontját.

## Külső hivatkozások
- Rátkai Árpád: Kisebbségi önkormányzati választások 2002-ben (magyar nyelven). Regio, 2003. (Hozzáférés: 2011. január 14.)
- Czene Gábor: Az etnobiznisz fenyegetése (magyar nyelven). Népszabadság, 2010. augusztus 28. (Hozzáférés: 2010. január 14.)
- M. László Ferenc: Kísérletek az etnobiznisz megfékezésére: Kőgörgetés felfelé (magyar nyelven). Magyar Narancs, 2006. szeptember 21. (Hozzáférés: 2011. január 14.)[halott link]
- Rátkai Árpád: A kisebbségi önkormányzatok legitimációhiánya (magyar nyelven) (PDF). MTA Kisebbségkutató Központja. (Hozzáférés: 2011. január 14.)[halott link]